# Gipsy Kings

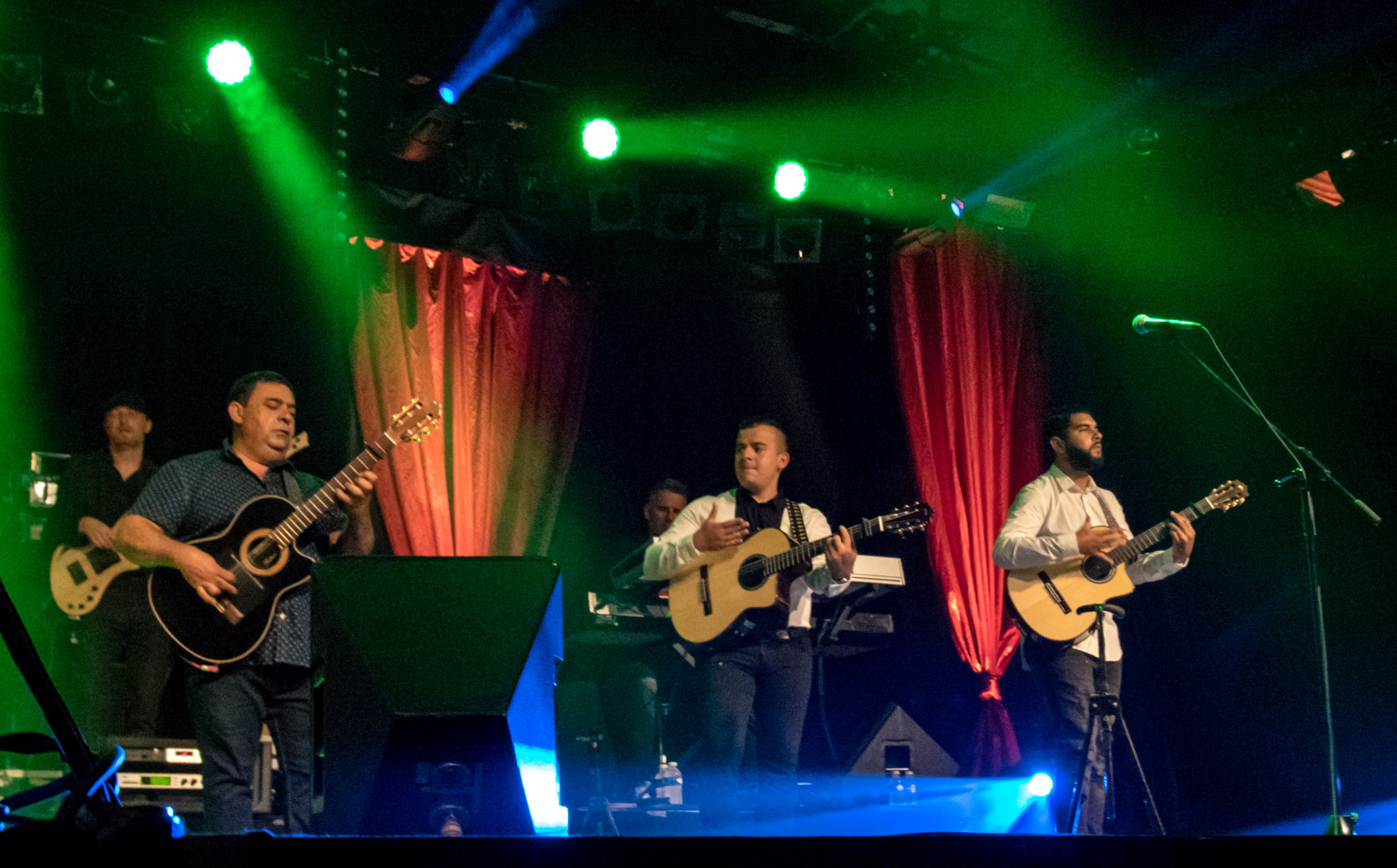
Gipsy Kings auf dem ZMF 2016 in Freiburg im Breisgau

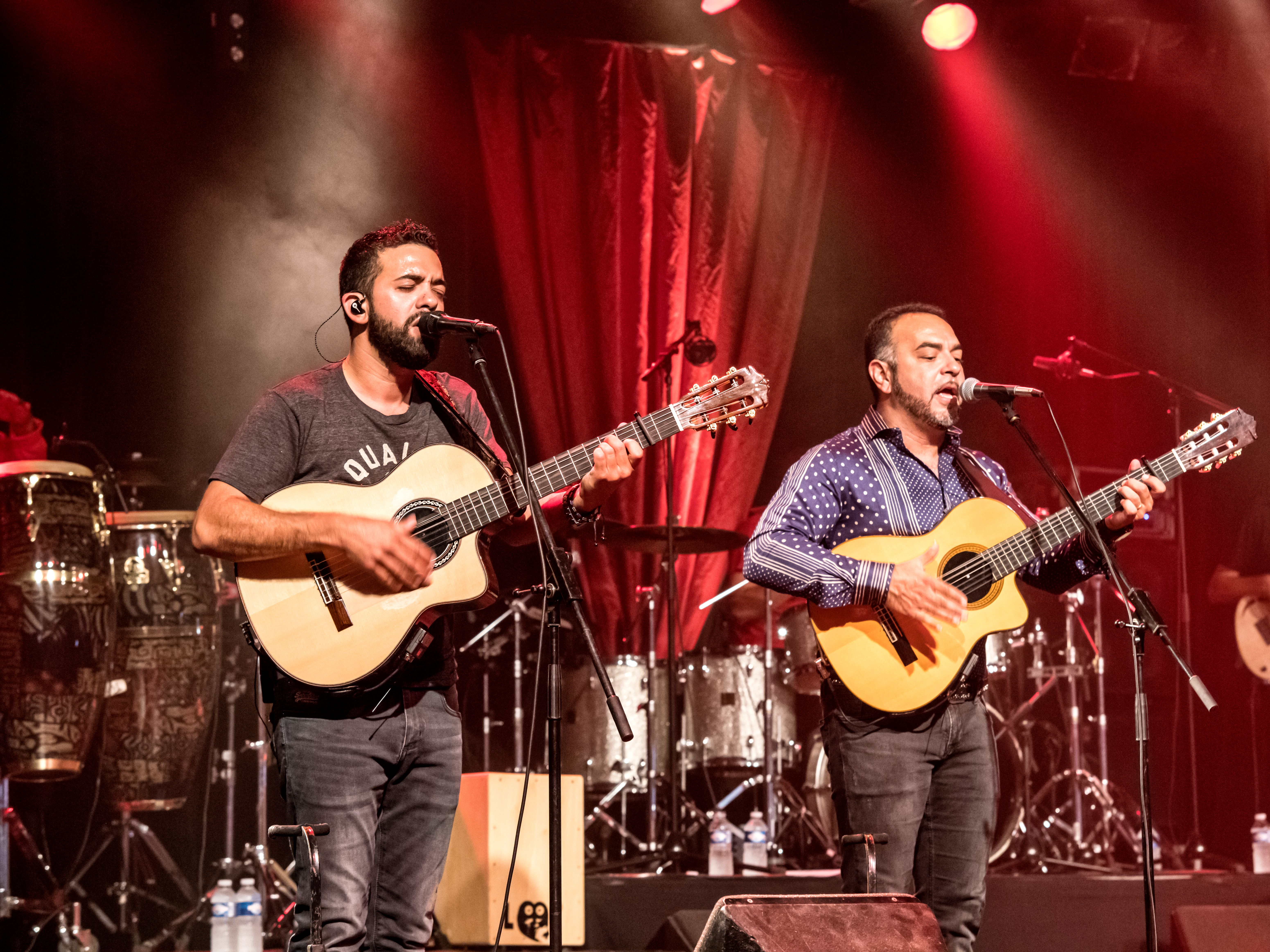
Zelt-Musik-Festival 2016

Die Gipsy Kings sind eine französische Musikgruppe, deren Gründungsmitglieder aus Familien in Südfrankreich ansässiger Gitans stammen, einer zur Ethnie der Calé gehörenden Untergruppe der Roma. Die Band wurde durch die Kombination von Elementen populärer Flamencogenres und der insbesondere von lateinamerikanischer Popmusik beeinflussten Rumba catalana kommerziell äußerst erfolgreich und erlangte seit Ende der 1980er Jahre durch Hits wie Bamboléo und Volare internationale Bekanntheit.

## Bandgeschichte
Seit 1974 ließ sich der Flamencosänger José Reyes von seinen Söhnen sowie seinem Schwiegersohn Chico Bouchikhi begleiten. Diese Gruppe nannte sich José Reyes et Los Reyes und spielte auf Festivals und bei Hochzeiten, aber auch bei Straßenauftritten. Bei einem Treffen in Arles einigten sich Nicolas und André Reyes mit den drei Brüdern Diego, Paco und Tonino Baliardo, Söhnen des Gitarristen Manitas de Plata, auf eine Zusammenarbeit. Später änderten sie ihren Bandnamen in Gipsy Kings. Doch der große Durchbruch blieb zuerst aus; die ersten beiden Alben zogen 1982 und 1983 nur wenig Aufmerksamkeit auf sich. Zu diesem Zeitpunkt orientierten sich die Gipsy Kings noch am Repertoire des populären Flamenco der 1960er und 1970er Jahre. Unter dem Produzenten Claude Martinez wurde der Sound der Gruppe moderner und orientierte sich mehr an den aktuellen Strömungen der Rumba catalana und deren Beeinflussung durch populäre Musik aus Lateinamerika und Nordafrika.
Die Band veröffentlichte 1987 Djobi, djoba und Bamboleo auf einem Independent-Label; damit erzielte sie zwei Hiterfolge in Frankreich. Ihr 1988 veröffentlichtes Debütalbum Gipsy Kings verkaufte sich in Frankreich hervorragend und landete in 12 europäischen Ländern in den „Top Ten“ der Albumcharts. Ende der 1980er Jahre traten die Gipsy Kings erstmals in den USA auf. 1989 gaben sie ein ausverkauftes Konzert in der Royal Albert Hall.
Zu Beginn war der Sound der Band überwiegend vom Gesang und den akustischen Gitarren geprägt; zunehmend, etwa auf dem Album Mosaïque (1989), kamen jedoch Synthesizer, E-Bass und Schlagzeug hinzu. Elemente der Popmusik und auch des Reggae (Escucha Me, Maxi-Single von 1993) bezogen die Gypsy Kings in ihren Flamenco-Rumba-Stil ein. Allein in den Jahren 1989/90 erhielt die Gruppe für ihre Verkäufe Gold- und Platinauszeichnungen aus 15 Ländern.
Das im Jahr 1991 herausgekommene Album Este mundo, produziert von Nick Patrick (dem Produzenten des Hits Yeke Yeke von Mory Kanté), erreichte im August 1991 Platz drei der deutschen Album-Charts.
Im Jahr 2004 veröffentlichte die Gruppe mit Roots wieder ein Album, auf dem überwiegend nur akustische Instrumente (Gitarren, Bass, Perkussion) zum Einsatz kamen.
Für ihr Album Savor Flamenco wurden die Gipsy Kings bei den Grammy Awards 2014 für das beste Weltmusikalbum des Jahres ausgezeichnet; sie wurden insgesamt achtmal für den Grammy nominiert.

## Diskografie
Studioalben

| Jahr | Titel                     | Höchstplatzierung, Gesamtwochen, AuszeichnungChartplatzierungen (Jahr, Titel, Platzierungen, Wochen, Auszeichnungen, Anmerkungen) | Höchstplatzierung, Gesamtwochen, AuszeichnungChartplatzierungen (Jahr, Titel, Platzierungen, Wochen, Auszeichnungen, Anmerkungen) | Höchstplatzierung, Gesamtwochen, AuszeichnungChartplatzierungen (Jahr, Titel, Platzierungen, Wochen, Auszeichnungen, Anmerkungen) | Höchstplatzierung, Gesamtwochen, AuszeichnungChartplatzierungen (Jahr, Titel, Platzierungen, Wochen, Auszeichnungen, Anmerkungen) | Höchstplatzierung, Gesamtwochen, AuszeichnungChartplatzierungen (Jahr, Titel, Platzierungen, Wochen, Auszeichnungen, Anmerkungen) | Höchstplatzierung, Gesamtwochen, AuszeichnungChartplatzierungen (Jahr, Titel, Platzierungen, Wochen, Auszeichnungen, Anmerkungen) | Anmerkungen                                                               |
| Jahr | Titel                     | DE | AT | CH | UK | US | FR | Anmerkungen                                                               |
| ---- | ------------------------- | --- | --- | --- | --- | --- | --- | ------------------------------------------------------------------------- |
| 1982 | Allegria                  | — | — | — | — | — | FR— GoldFR | Erstveröffentlichung: 6. August 1982                                      |
| 1983 | Luna de fuego             | — | — | — | — | — | — | Erstveröffentlichung: 22. April 1983                                      |
| 1987 | Gipsy Kings               | DE58 (4 Wo.)DE | AT20 (6 Wo.)AT | CH10 Gold · (10 Wo.)CH | UK16 Gold · (29 Wo.)UK | US57 Platin · (42 Wo.)US | FR— PlatinFR | Erstveröffentlichung: 21. August 1987                                     |
| 1989 | Mosaïque                  | DE19 Gold · (100 Wo.)DE | — | CH21 Gold · (10 Wo.)CH | UK27 Gold · (13 Wo.)UK | US95 Gold · (19 Wo.)US | FR— ×2DoppelgoldFR | Erstveröffentlichung: 28. April 1989                                      |
| 1991 | Este mundo                | DE3 Platin · (64 Wo.)DE | AT4 Platin · (29 Wo.)AT | CH1 Platin · (38 Wo.)CH | UK19 Silber · (7 Wo.)UK | US120 (7 Wo.)US | FR— GoldFR | Erstveröffentlichung: 19. Juli 1991                                       |
| 1993 | Love & Liberté            | DE81 (9 Wo.)DE | AT20 (15 Wo.)AT | CH40 (3 Wo.)CH | — | — | — | Erstveröffentlichung: 1993                                                |
| 1995 | Estrellas / Tierra gitana | — | AT25 (3 Wo.)AT | CH30 (6 Wo.)CH | — | US143 (3 Wo.)US | — | Erstveröffentlichung: 27. Oktober 1995                                    |
| 1997 | Compas                    | — | AT42 (3 Wo.)AT | CH46 (2 Wo.)CH | — | US97 (7 Wo.)US | — | Erstveröffentlichung: 6. November 1997                                    |
| 2001 | Somos gitanos             | — | — | CH100 (1 Wo.)CH | — | — | — | Erstveröffentlichung: 24. September 2001                                  |
| 2004 | Roots                     | — | — | — | — | US166 (6 Wo.)US | — | Erstveröffentlichung: 16. März 2004                                       |
| 2006 | Pasajero                  | — | — | CH89 (1 Wo.)CH | — | — | FR74 (9 Wo.)FR | Erstveröffentlichung: 7. September 2006                                   |
| 2013 | Savor flamenco            | — | — | — | — | — | — | Erstveröffentlichung: 10. September 2013 Grammy als Bestes Weltmusikalbum |
| 2022 | Renaissance               | — | — | — | — | — | — | Erstveröffentlichung: 27. Oktober 2022                                    |

grau schraffiert: keine Chartdaten aus diesem Jahr verfügbar